# Seznam hokejistů draftovaných týmem Colorado Avalanche

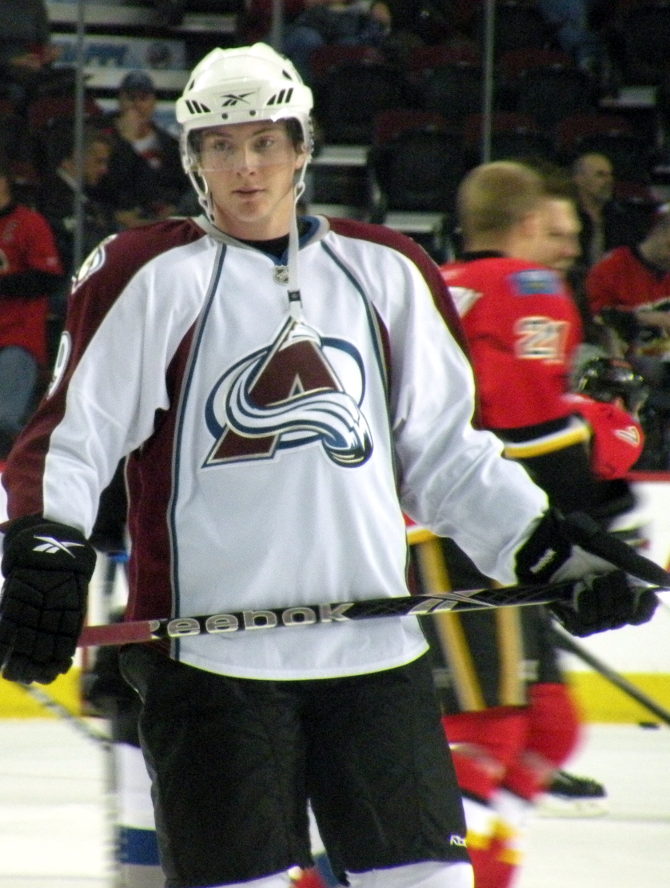
Matt Duchene byl draftován z 3. místa v roce 2009

Toto je kompletní seznam hokejistů, kteří byli draftováni v NHL do týmu Colorado Avalanche. To zahrnuje každého hráče, který byl draftován, bez ohledu na to, zda hrál za tým.

## Draft 1. kola

### Historie prvního kola
| † | Hráč který byl vybrán do hokejové síně slávy | Hráč který byl vybrán do hokejové síně slávy | Hráč který byl vybrán do hokejové síně slávy |
| * | Draftován z 1. místa                         | Draftován z 1. místa                         | Draftován z 1. místa                         |
| ≠ | Hráč který neodehrál žádný zápas v NHL       | Hráč který neodehrál žádný zápas v NHL       | Hráč který neodehrál žádný zápas v NHL       |

| Rok  | Místo | Hráč              | Pozice       | Stát    | Předchozí tým (liga)                 |
| ---- | ----- | ----------------- | ------------ | ------- | ------------------------------------ |
| 1995 | 25    | Marc Denis        | Brankář      | Kanada  | Chicoutimi Sagueneens (QMJHL)        |
| 1996 | 25    | Peter Ratchuk     | Obránce      | USA     | Shattuck-St. Mary's (Minnor)         |
| 1997 | 26    | Kevin Grimes≠     | Obránce      | Kanada  | Kingston Frontenacs (OHL)            |
| 1998 | 12    | Alex Tanguay      | Levé křídlo  | Kanada  | Halifax Mooseheads (QMJHL)           |
| 1998 | 17    | Martin Škoula     | Obránce      | Česko   | Barrie Colts (OHL)                   |
| 1998 | 19    | Robyn Regehr      | Obránce      | Kanada  | Kamloops Blazers (WHL)               |
| 1998 | 20    | Scott Parker      | Pravé křídlo | USA     | Kelowna Rockets (WHL)                |
| 1999 | 25    | Michail Kulešov   | Levé křídlo  | Rusko   | Severstal Čerepovec (RSL)            |
| 2000 | 14    | Václav Nedorost   | Centr        | Česko   | HC České Budějovice (ELH)            |
| 2002 | 28    | Jonas Johansson   | Pravé křídlo | Švédsko | HV71 (Elitserien)                    |
| 2004 | 21    | Wojtek Wolski     | Levé křídlo  | Kanada  | Brampton Battalion (OHL)             |
| 2006 | 18    | Chris Stewart     | Pravé křídlo | Kanada  | Kingston Frontenacs (OHL)            |
| 2007 | 14    | Kevin Shattenkirk | Obránci      | USA     | Národní tým USA rozvojového programu |
| 2009 | 3     | Matt Duchene      | Centr        | Kanada  | Brampton Battalion (OHL)             |
| 2010 | 17    | Joey Hishon≠      | Centr        | Kanada  | Owen Sound Attack (OHL)              |
| 2011 | 2     | Gabriel Landeskog | Levé křídlo  | Švédsko | Kitchener Rangers (OHL)              |
| 2011 | 11    | Duncan Siemens≠   | Obránce      | Kanada  | Saskatoon Blades (WHL)               |
| 2012 | Nikdo | Nikdo             | Nikdo        | Nikdo   | Nikdo                                |

### Celkový výběr

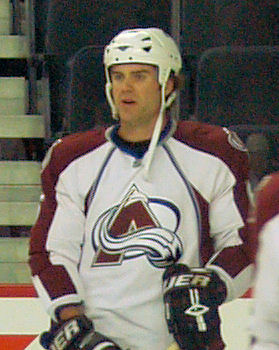
Jeff Finger byl draftován z 240. místa v roce 1999

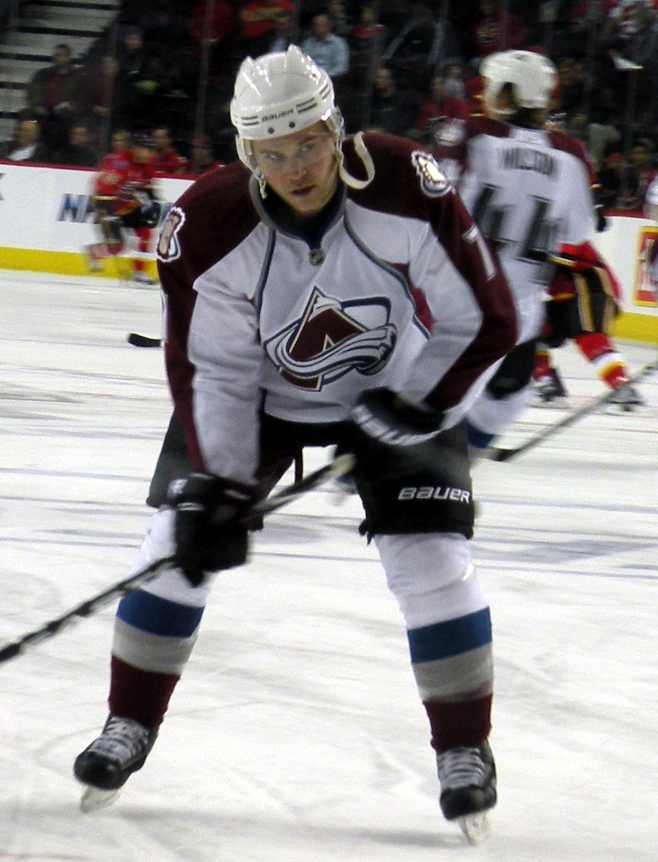
T. J. Hensick byl draftován z 88. místa v roce 2005

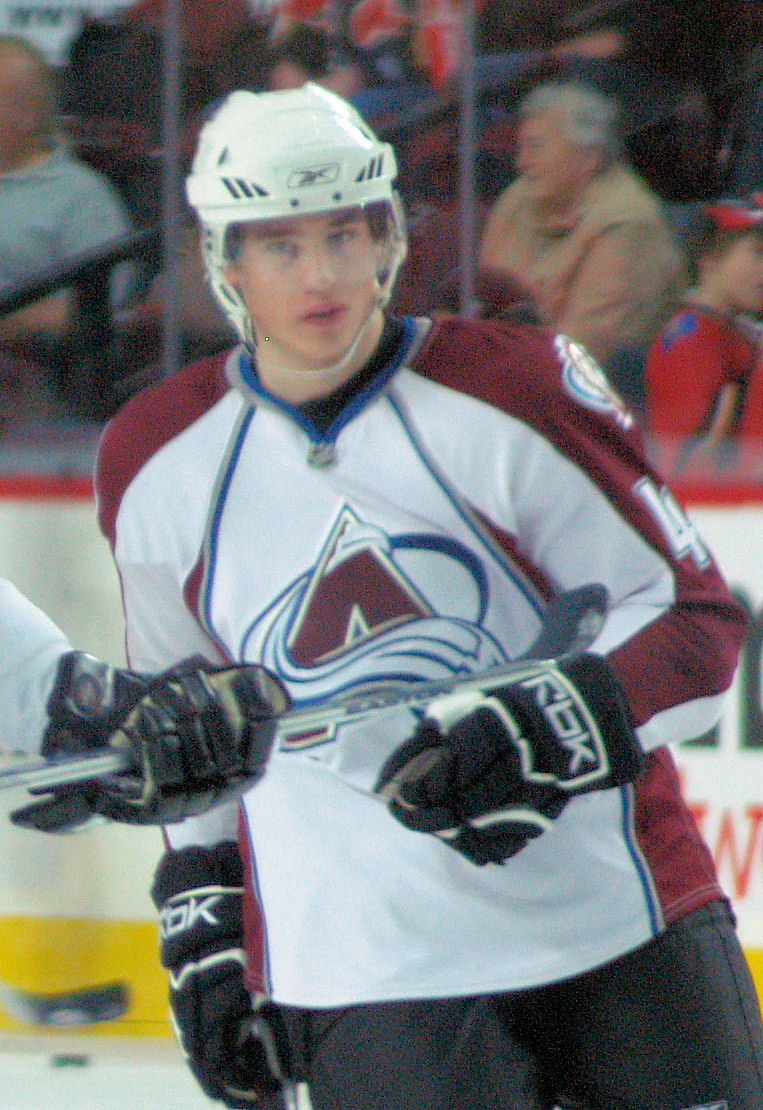
Kyle Cumiskey byl draftován z 222. místa v roce 2005

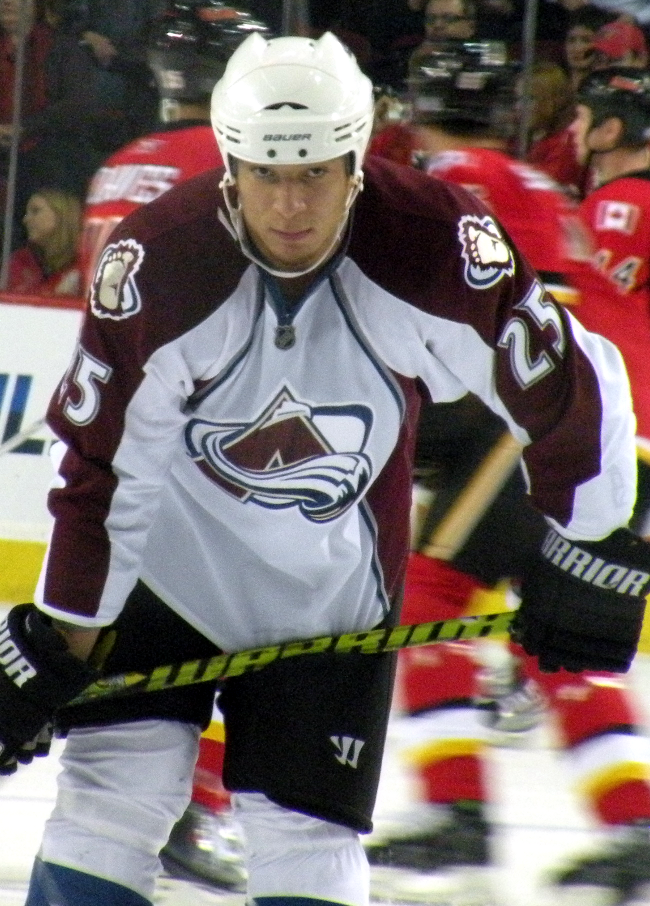
Chris Stewart byl draftován z 18. místa v roce 2006

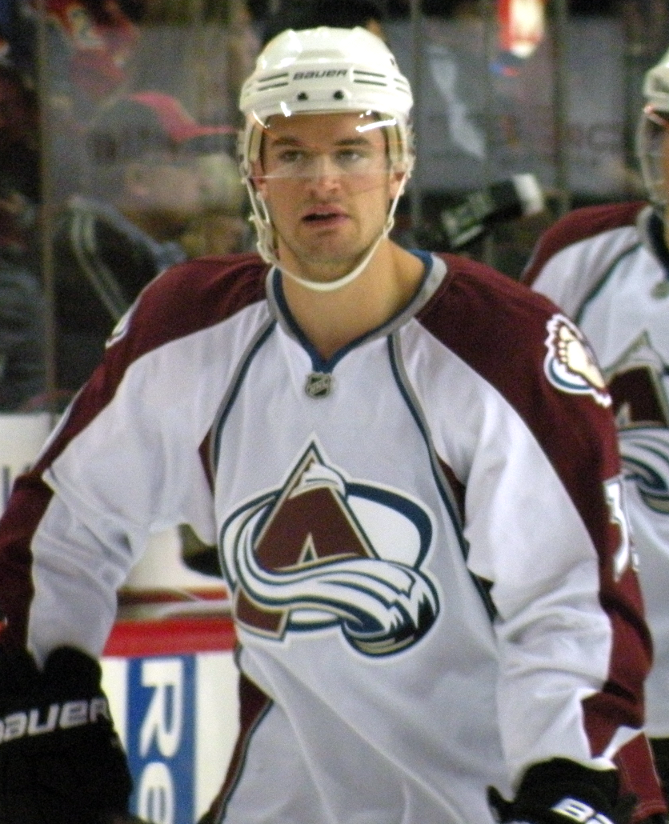
TJ Galiardi byl draftován z 55. místa v roce 2007

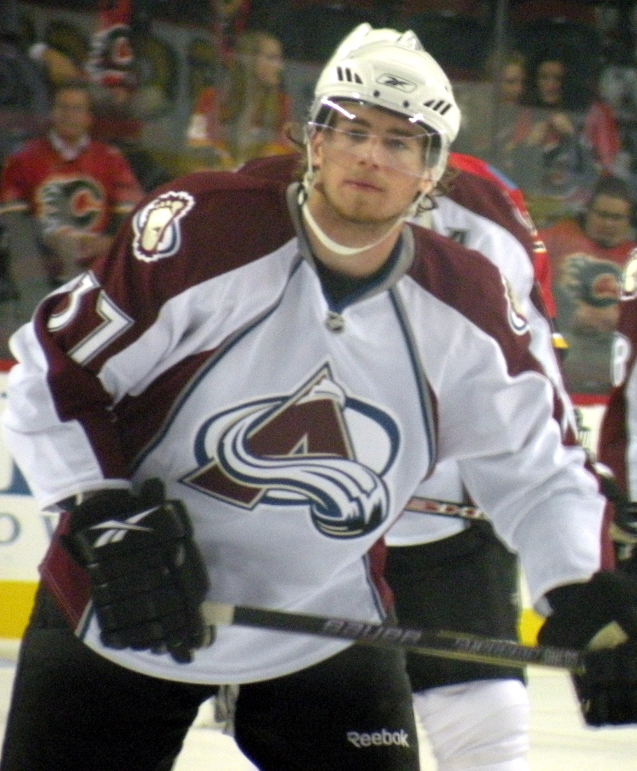
Ryan O'Reilly byl draftován ze 33. místa v roce 2009

|  | Hráči kteří hráli nejméně jeden zápas v NHL |
|  | Hráči kteří si zahráli v NHL All-Star Game  |

| Rok  | Kolo | Místo | Hráč                   | Pozice               |
| ---- | ---- | ----- | ---------------------- | -------------------- |
| 1995 | 1    | 25    | Marc Denis             | Brankář              |
| 1995 | 2    | 51    | Nic Beaudoin           | Levé křídlo          |
| 1995 | 3    | 77    | John Tripp             | Pravé křídlo         |
| 1995 | 4    | 81    | Tomi Kallio            | Levé křídlo          |
| 1995 | 5    | 129   | Brent Johnson          | Brankář              |
| 1995 | 6    | 155   | John Cirjak            | Pravé křídlo         |
| 1995 | 7    | 181   | Dan Smith              | Obránce              |
| 1995 | 8    | 207   | Tomi Hirvonen          | Centr                |
| 1995 | 9    | 228   | Chris George           | Pravé křídlo         |
| 1996 | 1    | 25    | Peter Ratchuk          | Obránce              |
| 1996 | 2    | 51    | Jurij Babenko          | Centr                |
| 1996 | 3    | 79    | Mark Parrish           | Levé křídlo          |
| 1996 | 4    | 98    | Ben Storey             | Obránce              |
| 1996 | 4    | 107   | Randy Petruk           | Brankář              |
| 1996 | 5    | 134   | Luke Curtin            | Levé křídlo          |
| 1996 | 6    | 146   | Brian Willsie          | Pravé křídlo         |
| 1996 | 6    | 160   | Kai Fischer            | Brankář              |
| 1996 | 7    | 167   | Dan Hinote             | Pravé křídlo         |
| 1996 | 7    | 176   | Samuel Påhlsson        | Centr                |
| 1996 | 7    | 188   | Roman Pylner           | Centr                |
| 1996 | 8    | 214   | Matthew Scorsune       | Obránce              |
| 1996 | 9    | 240   | Justin Clark           | Pravé křídlo         |
| 1997 | 1    | 26    | Kevin Grimes           | Obránce              |
| 1997 | 2    | 53    | Graham Belak           | Levé křídlo          |
| 1997 | 3    | 55    | Rick Berry             | Obránce              |
| 1997 | 3    | 78    | Ville Nieminen         | Levé křídlo          |
| 1997 | 4    | 87    | Brad Larsen            | Levé křídlo          |
| 1997 | 5    | 133   | Aaron Miskovich        | Pravé a levé křídlo  |
| 1997 | 6    | 161   | David Aebischer        | Brankář              |
| 1997 | 8    | 217   | Doug Schmidt           | Obránce              |
| 1997 | 9    | 243   | Kyle Kidney            | Levé křídlo          |
| 1997 | 9    | 245   | Stephen Lafleur        | Obránce              |
| 1998 | 1    | 12    | Alex Tanguay           | Centr                |
| 1998 | 1    | 17    | Martin Škoula          | Obránce              |
| 1998 | 1    | 19    | Robyn Regehr           | Obránce              |
| 1998 | 1    | 20    | Scott Parker           | Pravé křídlo         |
| 1998 | 2    | 28    | Ramzi Abid             | Levé křídlo          |
| 1998 | 2    | 38    | Philippe Sauvé         | Brankář              |
| 1998 | 2    | 53    | Steve Moore            | Centr                |
| 1998 | 3    | 79    | Jevgenij Lazarev       | Pravé a levé křídlo  |
| 1998 | 5    | 141   | Kristinn Timmons       | Levé křídlo          |
| 1998 | 6    | 167   | Alexandr Rjazancev     | Obránce              |
| 1999 | 1    | 25    | Michail Kulešov        | Levé křídlo          |
| 1999 | 2    | 45    | Martin Grenier         | Obránce              |
| 1999 | 3    | 93    | Branko Radivojevič     | Pravé křídlo         |
| 1999 | 4    | 112   | Sanny Lindström        | Obránce              |
| 1999 | 4    | 122   | Kristián Kováč         | Pravé křídlo         |
| 1999 | 5    | 142   | William Magnuson       | Obránce              |
| 1999 | 5    | 152   | Jordan Krestanovich    | Levé křídlo          |
| 1999 | 6    | 158   | Anders Lovdahl         | Centr                |
| 1999 | 6    | 183   | Riku Hahl              | Centr                |
| 1999 | 7    | 212   | Radim Vrbata           | Pravé křídlo         |
| 1999 | 8    | 240   | Jeff Finger            | Obránce              |
| 2000 | 1    | 14    | Václav Nedorost        | Centr                |
| 2000 | 2    | 47    | Jared Aulin            | Centr                |
| 2000 | 2    | 50    | Sergej Soin            | Centr                |
| 2000 | 2    | 63    | Agris Saviels          | Obránce              |
| 2000 | 3    | 88    | Kurt Sauer             | Obránce              |
| 2000 | 3    | 92    | Sergej Kljazmin        | Levé křídlo          |
| 2000 | 4    | 119   | Brian Fahey            | Obránce              |
| 2000 | 5    | 159   | John-Michael Liles     | Obránce              |
| 2000 | 6    | 189   | Chris Bahen            | Obránce              |
| 2000 | 7    | 221   | Aaron Molnar           | Brankář              |
| 2000 | 8    | 252   | Darryl Bootland        | Pravé křídlo         |
| 2000 | 9    | 266   | Sean Kotary            | Centr                |
| 2000 | 9    | 285   | Blake Ward             | Brankář              |
| 2001 | 2    | 63    | Peter Budaj            | Brankář              |
| 2001 | 3    | 97    | Danny Bois             | Pravé křídlo         |
| 2001 | 4    | 130   | Colt King              | Levé křídlo          |
| 2001 | 5    | 143   | František Skladaný     | Levé křídlo          |
| 2001 | 5    | 144   | Cody McCormick         | Centr                |
| 2001 | 5    | 149   | Mikko Viitanen         | Obránce              |
| 2001 | 5    | 165   | Pierre-Luc Emond       | Centr                |
| 2001 | 6    | 184   | Scott Horvath          | Pravé křídlo         |
| 2001 | 6    | 196   | Charlie Stephens       | Centr                |
| 2001 | 7    | 227   | Marek Svatoš           | Pravé křídlo         |
| 2002 | 1    | 28    | Jonas Johansson        | Pravé křídlo         |
| 2002 | 2    | 61    | Johnny Boychuk         | Obránce              |
| 2002 | 3    | 94    | Eric Lundberg          | Obránce              |
| 2002 | 4    | 107   | Mikko Kalteva          | Obránce              |
| 2002 | 4    | 129   | Tom Gilbert            | Obránce              |
| 2002 | 5    | 164   | Tyler Weiman           | Brankář              |
| 2002 | 6    | 195   | Taylor Christie        | Obránce              |
| 2002 | 7    | 227   | Ryan Steeves           | Centr a pravé křídlo |
| 2002 | 8    | 258   | Sergej Šemetov         | Levé a pravé křídlo  |
| 2002 | 9    | 289   | Sean Collins           | Pravé a levé křídlo  |
| 2003 | 2    | 63    | David Liffiton         | Obránce              |
| 2003 | 4    | 131   | David Švagrovský       | Pravé křídlo         |
| 2003 | 5    | 146   | Mark McCutcheon        | Centr                |
| 2003 | 5    | 163   | Brad Richardson        | Centr                |
| 2003 | 7    | 204   | Linus Videll           | Levé a pravé         |
| 2003 | 7    | 225   | Brett Hemingway        | Pravé a levé křídlo  |
| 2003 | 8    | 257   | Darryl Yacboski        | Levé křídlo          |
| 2003 | 9    | 288   | David Jones            | Pravé křídlo         |
| 2004 | 1    | 21    | Wojtek Wolski          | Levé křídlo          |
| 2004 | 2    | 55    | Victor Oreskovich      | Pravé křídlo         |
| 2004 | 3    | 72    | Denis Paršin           | Levé a pravé křídlo  |
| 2004 | 5    | 154   | Richard Demén-Willaume | Obránce              |
| 2004 | 6    | 184   | Derek Peltier          | Obránce              |
| 2004 | 7    | 215   | Ian Keserich           | Brankář              |
| 2004 | 8    | 239   | Brandon Yip            | Pravé křídlo         |
| 2004 | 8    | 249   | J. D. Corbin           | Levé křídlo          |
| 2004 | 9    | 281   | Stephen McClellan      | Obránce              |
| 2005 | 2    | 34    | Ryan Stoa              | Centr                |
| 2005 | 2    | 44    | Paul Stastny           | Centr                |
| 2005 | 2    | 47    | Tom Fritsche           | Levé křídlo          |
| 2005 | 2    | 52    | Chris Durand           | Centr                |
| 2005 | 3    | 88    | T. J. Hensick          | Centr                |
| 2005 | 4    | 124   | Raymond Macias         | Obránce              |
| 2005 | 6    | 166   | Jason Lynch            | Obránce              |
| 2005 | 6    | 168   | Justin Mercier         | Centr                |
| 2005 | 7    | 222   | Kyle Cumiskey          | Obránce              |
| 2006 | 1    | 18    | Chris Stewart          | Pravé křídlo         |
| 2006 | 2    | 51    | Nigel Williams         | Obránce              |
| 2006 | 2    | 56    | Codey Burki            | Centr                |
| 2006 | 3    | 81    | Michael Carman         | Centr                |
| 2006 | 4    | 110   | Kevin Montgomery       | Obránce              |
| 2006 | 7    | 201   | Billy Sauer            | Brankář              |
| 2007 | 1    | 14    | Kevin Shattenkirk      | Obránce              |
| 2007 | 2    | 45    | Colby Cohen            | Obránce              |
| 2007 | 2    | 49    | Trevor Cann            | Brankář              |
| 2007 | 2    | 55    | TJ Galiardi            | Levé křídlo          |
| 2007 | 4    | 105   | Brad Malone            | Centr                |
| 2007 | 4    | 113   | Kent Patterson         | Brankář              |
| 2007 | 5    | 135   | Paul Carey             | Centr                |
| 2007 | 6    | 155   | Jens Hellgren          | Obránce              |
| 2007 | 7    | 195   | Johan Alcén            | Levé a pravé křídlo  |
| 2008 | 2    | 50    | Cameron Gaunce         | Obránce              |
| 2008 | 2    | 61    | Peter Delmas           | Brankář              |
| 2008 | 4    | 110   | Kelsey Tessier         | Centr                |
| 2008 | 5    | 140   | Mark Olver             | Centr                |
| 2008 | 6    | 167   | Joël Chouinard         | Obránce              |
| 2008 | 6    | 170   | Jonas Holøs            | Obránce              |
| 2008 | 7    | 200   | Nathan Condon          | Centr                |
| 2009 | 1    | 3     | Matt Duchene           | Centr                |
| 2009 | 2    | 33    | Ryan O'Reilly          | Centr                |
| 2009 | 2    | 49    | Stefan Elliot          | Obránce              |
| 2009 | 3    | 64    | Tyson Barrie           | Obránce              |
| 2009 | 5    | 124   | Kieran Millan          | Brankář              |
| 2009 | 6    | 154   | Brandon Maxwell        | Brankář              |
| 2009 | 7    | 184   | Gus Young              | Obránce              |
| 2010 | 1    | 17    | Joey Hishon            | Centr                |
| 2010 | 2    | 49    | Calvin Pickard         | Brankář              |
| 2010 | 3    | 71    | Michael Bournival      | Centr                |
| 2010 | 4    | 95    | Stephen Silas          | Obránce              |
| 2010 | 4    | 107   | Sami Aittokallio       | Brankář              |
| 2010 | 5    | 137   | Troy Rutkowski         | Obránce              |
| 2010 | 5    | 139   | Luke Walker            | Pravé křídlo         |
| 2010 | 7    | 197   | Luke Moffat            | Centr                |
| 2011 | 1    | 2     | Gabriel Landeskog      | Levé křídlo          |
| 2011 | 1    | 11    | Duncan Siemens         | Obránce              |
| 2011 | 4    | 93    | Joachim Nermark        | Centr a levé křídlo  |
| 2011 | 5    | 123   | Garrett Meurs          | Centr                |
| 2011 | 6    | 153   | Gabriel Beaupré        | Obránce              |
| 2011 | 7    | 183   | Dillon Donnelly        | Obránce              |
| 2012 | 2    | 41    | Mitchell Heard         | Centr a levé křídlo  |
| 2012 | 3    | 72    | Troy Bourke            | Levé křídlo          |
| 2012 | 5    | 132   | Michael Clarke         | Cetr                 |
| 2012 | 6    | 162   | Joseph Blandisi        | Pravé křídlo         |
| 2012 | 7    | 192   | Colin Smith            | Cetr                 |

## Souvislé články
- Seznam hokejistů draftovaných týmem Quebec Nordiques